# Hydrophis brookii
Hydrophis brookii är en ormart som beskrevs av Günther 1872. Hydrophis brookii ingår i släktet Hydrophis och familjen giftsnokar och underfamiljen havsormar. Inga underarter finns listade i Catalogue of Life.
Denna orm förekommer i havet nära kusten vid Vietnam, Kambodja, Thailand, Malackahalvön, Borneo och Sumatra. Arten besöker även vattendrag med sötvatten och insjöar. Honor lägger inga ägg utan föder levande ungar.
Några exemplar hamnar som bifångst i fiskenät och dör. Andra hot är inte kända. IUCN kategoriserar arten globalt som livskraftig.